# Morville (Vosgi)
Morville è un comune francese di 63 abitanti situato nel dipartimento dei Vosgi nella regione del Grand Est.

## Società

### Evoluzione demografica
Abitanti censiti